# Nityanand Kanungo
Nityanand Kanungo (* 4. Mai 1900 in Cuttack, Präsidentschaft Bengalen, Britisch-Indien; † 2. August 1988 in Cuttack, Orissa) war ein indischer Politiker des Indischen Nationalkongresses (INC), der zwischen 1952 und 1965 Mitglied der Lok Sabha, des Unterhauses des indischen Parlaments (Bhāratīya saṃsad), sowie mehrmals Minister war. Er war zudem von 1965 bis 1967 Gouverneur von Gujarat sowie zwischen 1967 und 1971 Gouverneur von Bihar.

## Leben
Nityanand Kanungo, Sohn von B. M. Kanungo, begann nach dem Besuch des Ravenshaw College in seiner Geburtsstadt Cuttack zunächst ein grundständiges Studium am University College Calcutta, das er mit einem Bachelor of Arts (B.A.) beendete. Ein Studium der Rechtswissenschaften am University College of Law in Kalkutta schloss er mit einem Bachelor of Laws (LL.B.) ab und war danach als Rechtsanwalt tätig. Ende der 1930er Jahre begann er seine politische Laufbahn in Britisch-Indien in der Provinz Orissa. Er war zwischen 1937 und 1951 Mitglied der Legislativversammlung (Orissa Legislative Assembly) sowie zwischen 1937 und 1939 auch erstmals Minister für Steuern, Entwicklung, Öffentliche Arbeiten, Recht, Arbeit, Landwirtschaft und Industrie in der Regierung dieser Provinz. Im Anschluss fungierte er zwischen 1939 und 1942 als Sekretär des Allindischen Spinnerei-Verbandes (All India Spinners’ Association). 1946 wurde er erneut Minister für Steuern, Entwicklung, Öffentliche Arbeiten, Recht, Arbeit, Landwirtschaft und Industrie in der Regierung der Provinz Orissa. Er bekleidete dieses Ministeramt nach der Unabhängigkeit Indiens vom Vereinigten Königreich am 15. August 1947 auch in den Regierungen der Chief Minister von Orissa Harekrushna Mahatab (1947 bis 1950) sowie Nabakrushna Choudhury (1950 bis 1952). 1948 war er Mitglied der Delegation bei der Internationalen Arbeitskonferenz in San Francisco sowie 1951 Vorsitzender der Delegation bei der Internationalen Reiskonferenz in Indonesien.
Bei der Parlamentswahl 1951–1952 wurde Kanungo für den Indischen Nationalkongresses (INC) im Wahlkreis Kendrapara zum Mitglied der Lok Sabha gewählt, des Unterhauses des indischen Parlaments (Bhāratīya saṃsad). Er war zudem 1952 Mitglied des Untersuchungsausschusses für die Textilindustrie sowie von 1952 bis 1954 Mitglied des Exekutivausschusses der Allindischen Handwerksbehörde. Des Weiteren fungierte er zwischen 1952 und 1957 als Direktor der Staatlichen Genossenschaftsbank in Orissa sowie zwischen 1952 und 1951 als Mitglied des Exekutivausschusses der Sangeet Natak Akademi, der am 31. Mai 1952 gegründeten nationalen Akademie für Musik, Tanz und Drama. 
1954 übernahm er sein erstes Regierungsamt im Kabinett Nehru II und war zunächst Vize-Minister für Handel und Industrie und anschließend zwischen 1955 und 1957 Staatsminister für Industrie im Ministerium für Handel und Industrie sowie zugleich Staatsminister für Konsumindustrie. Bei der Wahl zwischen dem 24. Februar 1957 und dem 15. März 1957 wurde er wieder zum Mitglied der Lok Sabha gewählt. Im darauf folgenden Kabinett Nehru III fungierte er zwischen 1957 und 1962 als Staatsminister für Handel im Ministerium für Handel und Industrie. Er wurde bei der Wahl vom 19. bis 25. Februar 1962 im Wahlkreis Cuttack wiederum zum Mitglied der Lok Sabha gewählt. Im Kabinett Nehru IV fungierte er zwischen dem 2. April 1962 und dem 9. Juni 1964 als Industrieminister. Zuletzt war er im Kabinett Shastri von 1964 bis 1965 als Staatsminister für Kultur.
Nach seinem Ausscheiden aus Regierung und Lok Sabha löste Nityanand Kanungo am 1. August 1965 Mehdi Nawaz Jung als Gouverneur von Gujarat und bekleidete dieses Amt bis zum 6. Juli 1967, woraufhin Prafullachandra Natwarlal Bhagwati seine Nachfolge antrat. Im Anschluss übernahm er am 7. Dezember 1967 von M. Ananthasayanam Ayyangar den Posten als Gouverneur von Bihar. Diesen hatte er bis zum 20. Januar 1971 inne und wurde daraufhin von Ujjal Narayan Sinha abgelöst.
Nityanand Kanungo war verheiratet und Vater von fünf Söhnen und zwei Töchtern.